# Košava
Košava (tur. koş: brz + hava: zrak) je suh jugoistočni do južni vjetar koji puše pretežno u hladno doba godine u južnoj Mađarskoj, Podunavlju te u Banatu i Pomoravlju u Srbiji. Nastaje kada je nizak atmosferski tlak (ciklona) nad Sredozemljem i visok tlak (anticiklona) nad sjeveroistočnom Europom. Brzine košave najčešće su između 10 i 15 m/s (između 36 i 54 km/h), a trajanje od 2 do 3 dana.

## Nastanak vjetra
Vjetar je posljedica više čimbenika: 
- razlike tlaka između dvaju područja (vjetar struji od područja višega tlaka prema području nižega tlaka i to je jači što je ta razlika veća),
- Zemljine vrtnje ili rotacije,
- Coriolisove sile (vjetar zbog njezina djelovanja na sjevernoj polutki skreće u desno, na južnoj u lijevo),
- centrifugalne sile kada su putanje čestica zraka zakrivljene,
- sile trenja s podlogom.

Pri tlu je u umjerenim širinama često bezvjetreno stanje, to jest tišina, no u uvjetima velikih razlika tlaka, kao u uraganima, tornadima i tropskim ciklonima, brzina vjetra može dosegnuti vrijednosti i od više stotina kilometara na sat te prouzročiti velika razaranja. Na strujanje zraka mogu znatno utjecati i reljef (na primjer doljnjak, noćnik) i temperaturne razlike između kopna i mora, pa su poznati sustavi vjetrova obalne cirkulacije (zmorac i burin). Određeni dijelovi Zemlje poznati su po postojanim i jakim zapadnim vjetrovima, kao što su to olujna područja oceana, uglavnom oko 40° sjeverne zemljopisne širine. Brzina vjetra se redovito povećava s visinom i najveće se brzine obično pojavljuju u blizini troposfere.

### Strujanja u atmosferi
Strujanje zraka ne ovisi samo o silama koje djeluju u atmosferi, nego i o trenutnom stanju atmosfere. To stanje može biti barotropsko (to jest gustoća zraka je funkcija jedino tlaka), ili baroklinsko (to jest gustoća zraka ovisi, osim o tlaku, i o drugim termodinamskim uvjetima). Zbog mnogobrojnosti i međusobnosti utjecaja čimbenika koji uzrokuju i utječu na gibanje atmosfere, mehanizam strujanja zraka u atmosferi vrlo je složen i može se samo približno opisati matematičkim izrazima. 
Zračna se masa Zemljine atmosfere neprestano giba s obzirom na površinu Zemlje. Dva su osnovna razloga gibanju zraka u atmosferi: vrtnja ili rotacija Zemljine kugle i nejednoliko zagrijavanje njene površine i atmosfere. 
Zbog Zemljine vrtnje u višim slojevima atmosfere djeluju na čestice zraka Coriolisova sila i sila centrifugalnog ubrzanja, a u prizemnom sloju djeluju još i sile trenja između zračnog omotača i Zemljine površine, te između čestica zraka. Rezultat je djelovanja tih sila uglavnom vodoravno strujanje zraka. Zbog zakrivljenosti Zemljine površine i gibanja Zemlje s obzirom na Sunce, kao i nejednakog zagrijavanja podloge, ukupna se atmosfera nejednoliko zagrijava, što uzrokuje poremećaj gradijenta tlaka, pa nastaju strujanja zraka koja nastoje izjednačiti razlike tlaka.